# WARHAWK
『WARHAWK』（ウォーホーク）は、PLAYSTATION Storeで配信されているPLAYSTATION 3専用の対戦アクションゲーム。2019年1月31日をもってサービスが終了した。
2012年5月に発売された「STARHAWK」は同じゲームクリエイターが手がけたものである。

## 概要
1995年にPlayStationで発売された、同名の3Dフライトシューティングゲーム『WARHAWK』（日本ではAir Assaultと言うタイトルで1996年に発売された）のリメイクとしてIncognito社によって開発された。戦場を題材にした3人称視点（TPS）の対戦アクションゲーム。オンラインまたはオフラインでプレイすることができる。プレイヤーはポリゴンで描かれたマップ内を兵士として移動し、敵 (自分以外のプレイヤー)の攻撃や拠点の制圧等を競う。ゲーム開始時は、全員が最低限の装備しか持たない歩兵としてスタートする (ヒーロー、ドッグファイトモード除く)。マップ内には戦車や戦闘機等の乗り物が設置されており、移動や攻撃手段として利用できる。歩兵と戦闘機は、マップ内に散らばる武器を集めることで武装強化できる。トロフィーシステム対応。
ボイスチャットシステムに対応しており、ヘッドセットをPS3に接続することでより戦略的な対戦を楽しむことができる。最大32人オンライン同時対戦が可能。オフライン対戦では画面分割により、1台のPS3で2～4人の対戦ができ、LAN接続対戦で複数のPS3を接続することでも最大32人の対戦ができる。また、「トレーニングモード」という形で１人でプレイする事も可能である。なお、このゲームをプレイするには１人でプレイする場合であっても、PlayStation®Networkへのログインが必須である。完全オフライン環境下では、ゲームを起動することができない。登録アカウント数は2008年3月に50万アカウントに到達、2009年10月には100万アカウントを突破した。2015年1月現在もオンラインサービス提供中である。
WARHAWKには他のPS3ソフトにない特徴としてデディケイテッドサーバー機能が当初より搭載されており、ユーザーのPS3そのものを専用ゲームサーバとして稼動させることができるため、PSNに大きく依存しないプレイ環境が構築できるようになっている。世界各地域のユーザーが自発的にゲームサーバを立てて遊んでいる為混雑は発生しにくくなっており、ラグも最小に抑え込んでいる。
日本ではダウンロード専用販売のため、マニュアルも公式サイトからダウンロードできる。当初は1人プレイを含むフライトアクションゲームとして開発されてきたが、2007年6月に多人数対戦専用に仕様変更されたことが発表された。
2018年9月20日、日本時間2018年10月25日午後12時をもってオンラインサービス終了と発表されたが、その後日本時間2019年1月31日午後5時まで延期された。ユーカディアとチェルノヴァンの11年に及ぶ長き戦いは幕を閉じることとなる。

## ルール
2010年現在、以下のゲームモードでゲームが行われる。プレイヤーは好みのルールのサーバーに任意で参加する。基本的にどちらかのチームがノルマを達成するかタイムアップ時点で優勢だったほうが勝利となる。デスマッチを除き2チームによるチーム戦。
デスマッチ
全プレイヤーが敵同士となり相手を撃破する。最初に規定撃破数を達成したプレイヤーの勝利。
チームデスマッチ
チームに分かれて相手兵士を撃破しあう。先にチームメンバーの撃破数の合計が規定数に達したチームの勝利。
旗取り戦
相手チームにある敵チームの旗を奪う。奪った旗を自陣に持ち帰ると1ポイント。先に規定本数奪ったチームの勝利。ただし、所持者が撃破された場合は旗を落とし、相手チームのメンバーが規定時間旗のそばにいるか、一定時間が過ぎると旗は元の位置に戻る。また、自陣に自チームの旗がないとポイントにならない。
占領戦
マップ上に複数個ある拠点を占領する。拠点の数、レベル、効果範囲の接触具合によって一定時間ごとにスコアが加算。先に規定ポイントを稼いだチームの勝利。
ヒーロー
各チームのメンバーから常にランダムで「ヒーロー」が1名選ばれる。ヒーローは通常より攻撃力・防御力が高く、装備もフルで使用することができる。ヒーローが敵を倒すか、相手チームのヒーローを撃破するとポイントが加算。先に規定ポイントを稼いだチームの勝利。ヒーローは撃破されるか一定時間で交代する。
コレクション
ステージ上に4つある小型装置を回収する。回収し自陣に運ぶとポイント（1個で1ポイント、2個で3ポイント、3個で6ポイント、4個パーフェクトで10ポイント）先に規定ポイントを稼いだチームの勝利。
ドッグファイト
戦闘機のみでプレイするモード　※一部マップのみ
各サーバーには、上記のルール（目的）が設定されているが、必ずそれを行わなければならないというわけではなく、何もせず辺りを散策したり、意味もなくジープで疾走したりと、楽しみ方は自由である。また、ローカルルールという形で、独自のルールでゲームをプレイする楽しみ方もある。（例：ナイフしか使ってはいけない、ジープでレースをする等。※あくまでローカルルールでありこの場合強制力はない）

## 武器

### 歩兵武器
ナイフ
初期装備武器、接近戦専用だが、歩兵なら一撃で相手を撃破することができる。
レンチ
ナイフと同じ効果に加え、破損した乗り物や兵器を直せるほか、「味方に対しては攻撃が効かない（同士討ちしない）」効果も持つ。
ハンドガン
初期装備武器、1回の装弾数は20発。単発で威力も低いが弾数は無限。
手榴弾
初期装備武器、初期数2発で6発まで持つことができる。歩兵を一撃で倒せるほか、乗り物にも使用することができる。
アサルトライフル
いわゆるマシンガン。連射することができる。敵を捉えた場合はオートエイムが発動してくれる。
ロケットランチャー
高火力で戦車や戦闘機を破壊する。戦車、戦闘機に対してロックオン機能も使える。
火炎放射器
炎を噴射して攻撃する。射程は短いが、歩兵やジープ、戦闘機に対してはかなり有効。
スナイパーライフル
長距離射程で、歩兵を一撃で倒せる。また、ジープや戦闘機にもダメージを与えられる。戦車には無効である。R3ボタンを押し込むことで2段階までズームアップできる。
空爆ミサイル(双眼鏡)
双眼鏡からでる緑色の光で示した場所に空爆を要請する武器。一定時間同じ場所に光を当て続ける必要があるが、威力は強力で効果範囲内にいる敵すべてを一撃で倒せる。再使用まで時間がかかる。R3ボタンを押し込むことで2段階までズームアップできる。
地雷
設置型の武器。反応範囲に入ると起爆する。自軍の地雷に近づいても起爆しないが、起爆時に地雷の近くにいれば敵味方問わずダメージを受ける。円形で中心から自軍の色の光が出ている。一度に設置できる数は1人につき4つまで。
バイオフィールド
回復用の設置型武器。効果範囲に味方が入ればダメージを受けている者の体力を回復する。設置すると自軍の色の煙が出てくる。敵軍のバイオフィールドに近づくと逆にダメージを受ける。

### 戦闘機用武器
マシンガン
戦闘機用マシンガン、威力は低く、撃ち続けるとオーバーヒートを起こす。戦闘機・イカロス相手にはオートエイムが有効。
スウォームミサイル
初期装備ミサイル。ロックオンしやすいが回避されやすい。1機に対し最大8発までロックオン可能。
チャフ
防御用装備。使うとロックオンされているミサイルを巻くことができる。ごくまれに巻いたミサイルが地上に落下する場合がある。
ホーミングミサイル
スウォームミサイルの強化版。ロックオンに時間がかかるが巻きにくい。
TOWミサイル
最強のミサイル。発射すると白黒のミサイル視点となりミサイルを操作可能になる。（その間の自機は無防備。）当たれば歩兵・戦車・対空兵器・戦闘機どれでも1発で撃破可能。
ライトニングガン
電撃を発射する。フルの状態ではチャージ攻撃も可能。
クラスター爆弾
地上に25個ほどの子爆弾を投下する。
空中機雷
空中に機雷を設置する。敵軍が近づくと爆発、自軍の機雷は接触さえしなければ爆発しない。
ステルス
一定時間自機に対するレーダー・ロックオンを無効にする。ただし、使用前のロックオンは有効。

### 戦車用武器
主砲
操縦士は主砲から砲弾を発射できる。歩兵、ジープ、戦車、戦闘機、ミサイルタレット等全ての攻撃対象に有効。射程が長く威力も高いが、オートエイム・ロックオン機能がない。
ハッチ
ハッチに乗り込んだ場合、ハッチから歩兵の武器が使用可能。

### ジープ用武器
機銃
後部台座の機銃を操作することで射撃が可能。全ての攻撃対象に有効。

### ドロップシップ用武器
フルオートキャノン
ホバリングモードにすることで操縦士自身が操作できる機銃。撃ち続けるとオーバーヒートを起こす。
誘導ミサイル砲台
同乗者が操作できる誘導ミサイル。戦闘機に対してロックオン機能がある。弾数無限。

### APC用武器
バリア
操縦士は機体の周りに円形のバリアを張ることが出来る。敵の戦闘機はバリア内に進入すると爆発する。一定時間が経過するか戦闘機のライトニイングガンが直撃することで無効化される。
後部座席
後部座席から歩兵の武器が使用可能。

## 乗り物
戦闘機（ウォーホーク/ネメシス）
定員は2人（1人が操縦士、1人が助手席（操作不可））、素早い移動速度で空を飛び回るこのゲームの主役。操作には慣れが必要だが、上達すれば空の王になることも可能。
ジープ
定員は3人（1人が運転手、1人が助手席（攻撃不可）、1人が機銃砲座）、攻撃力はやや劣るが、移動速度は速いため旗取り戦などで活躍できる。
戦車
定員は2人（1人が運転手兼主砲、1人がハッチ）、移動速度は遅いが、攻撃力は高い。
ドロップシップ
定員は7人（1人が操縦士、6人が乗員）+牽引する車両定員分（最大3人）、耐久力は全装備中最大だが、攻撃方法が少ない。車両をひとを載せたまま牽引することが可能（乗員は空中での下車はできないが、位置変えは可能）。
APC
定員は7人（1人が運転手、6人が乗員）、移動速度はジープ>APC>戦車。ブーストアタックが使用でき、歩兵、ジープ、戦闘機なら一撃で撃破可能。バリアを張ることができ、バリア内では戦闘機のライトニングガンを除き全ての攻撃を遮断する。復活拠点としても使用でき、復活した場合は通常の装備+歩兵武器からランダムに1つ（ライフル、火炎放射器、スパナ、ロケットランチャー、地雷、バイオフィールド、双眼鏡、スナイパーライフル）が与えられる。
ヘビーマシンガン
定員は1名、ジープについている銃座の地上固定版。
対空砲
定員は1名、対戦闘機用の銃を撃つことができる。地上の敵にも効くが、弾がばらけやすいのが難点。
ミサイルタレット
定員は1名、2発のミサイルを発射する。戦闘機にはロックオンも可能。対空砲同様地上の敵にも効果あり。攻撃力は高いが、リロードが遅いのが弱点。
ジェットパック
各プレイヤーが装備可能。装備すると上空を飛行することができる。武装も歩兵用を使用可能。着用して戦闘機に乗り込むと空中で戦闘機から降りることもできる。当然、体力は通常の歩兵と同じ。

## ランクシステム
プレイヤーは戦功をあげた場合プレイヤーポイントが獲得できる。ポイントは以下の通り。
コンバットポイント
敵を撃破するたびに獲得、歩兵や戦車で戦闘機撃破、レンチ撃破など難易度が高いほど高得点。
チームポイント
陣地拡大、旗獲得、装置回収などチーム勝利につながる行動をすると獲得。
ペナルティポイント
自爆やチームキルをしてしまうと減点される。他のプレイヤーを車両に乗せたまま自爆する「同乗自爆」や旗持ちをキルしてしまうと大幅に減点される。
ボーナスポイント
勝利やチーム内獲得チームポイント上位3人などの戦果を挙げると記章とボーナスポイントが与えられる。
階級の昇進にこれらのポイントと所定のバッジ・メダル・記章を獲得する必要がある。飛び級はできない。ランクアップすると、今まで参加できなかったサーバーに参加できたり、キャラクタや戦闘機のカスタマイズが可能になる。
また戦績によってバッジ・メダル・記章が獲得できる。バッジ・メダルは基本的に「累計戦績」を満たしたうえで「1ゲームでの戦績」が基準以上になることが条件となっている。
バッジ
撃破数や旗獲得数といった難易度の高いノルマが課せられている。
バッジ
各武器での撃破数といった難易度の低いノルマが課せられている。難易度によりエリート・マスター・ウォーホークの3種類がある。
記章
上記の通り、1ゲームの戦績で獲得できる。

## クラン
一般的オンラインFPS・TPS同様クランを設立することもできる。加入するには他クランからの招待、または自らクランを設立しなければならない。
クランに加入し、チームを作ることでアルファベット3文字で構成されるクランタグの作成や、クラン専用部屋を作りクランメンバーのみで戦うこともできる。

## マップ
基本的に大本となるエリア（便宜上大エリアと表記）のうち、人数や種目に応じてその範囲が狭められる（これを小エリアとする）。そのためマップによって立ち入り禁止区域も変更される。また、マップは点対称となるよう作られている（一部例外有り）。ここでは大エリアのみ紹介する。
ユーカディア
北西から南東にやや伸びたエリア。それぞれの拠点と各3つの市街地がある陣地を5つの橋でつながれている（うち真ん中の橋は重要な拠点となる）。
アイランド・アウトポスト
それぞれの基地と高台に設置された拠点2つ、低地に作られた野営が2本の橋でつながれたステージ。攻められやすく守りにくいため攻守両方の技術を要する。
バッドランド
渓谷に作られたステージ。南北に伸びており、各基地の道中に2つの拠点、中央には巨大な要塞が待ち構えている。いかに中央拠点を抑えられるかが勝負のカギとなる。
ロスト・シティー
天空にそびえたつ塔と付近にある小塔で構成されたステージ。中央のタワー（相手陣営と陸続きで進むことができる）の周りには6つの小塔（戦闘機で無ければ行き来不可）が用意されている。必然的に空中戦になるため確かな戦闘機操縦技術を要する。
デビルズ・コースト
複数の島で構成されたステージ。拠点がある6つの島と南北に伸びた島（両端には基地、中央には要塞）がある。バットランド同様飛行しなければ島の間を行き来できない。飛行技術も重要ながら陸上援護も充実しているため戦闘機も油断できないステージとなっている。

## 追加ブースターパック
PSNによるDLCとして、現在3つのブースターパックが販売され、価格はそれぞれ800円となっている。
オメガ・ドーン（Omega Dawn）
追加ステージ「オメガ・ファクトリー」と追加車両「ドロップシップ」が使えるパック。
ブロークン・ミラー（Broken Mirror）
追加ステージ「ヴェイパー・アイスフィールド」と追加車両「APC（兵員輸送装甲車）」が使えるパック。
ロスト・スター（Fallen Star）
追加ステージ「タウロス・クレーター（Tau-Crater）」と追加アイテム「イカロスMk（Icarus MK1）」が使えるパック。

## 関連情報
- エアアサルト（WARHAWK）、1996年10月4日に発売された、PlayStation用の本作の元の作品である、3Dフライトシューティングゲーム。
- Warhawk 2、1997年にPlayStation用に開発されていた上記の続編だが、キャンセルとなってしまった。
- 2007年7月24日、ハイビジョン（720p）画質のプロモーションムービー[4]がPLAYSTATION Storeにて配信された。
- 2007年9月、エンターブレインのファミ通WaveDVDの収録コーナー「アメリカザリガニのキカイノカラダ」でピックアップされ、ファミ通スタッフ・お笑い芸人・開発スタッフの総勢20人で旗取り戦を実施。同コーナーにおいて『迎えのジープ』が合言葉として定着した。
- 2007年10月3日、アメリカザリガニのキカイノカラダPSN出張版パート1[5]、パート2[6]のムービーがPLAYSTATION Storeにて配信された。
- 2007年10月4日より、日本国内においてもPLAYSTATION Storeにて本ゲームのダウンロード販売が開始された。
- 2007年12月19日バージョン1.2にアップデート。
- 2007年12月20日ブースターパック「オメガ・ドーン」配信開始(800円)。新マップ「オメガ・ファクトリー」と輸送船「ドロップシップ」が使用可能になった。
- イギリスのPLAYSTATION StoreではWarhawkの壁紙3種類が無料で配信されているが、日本のPLAYSTATION Storeでは2007年11月10日現在配信されていない。
- 2008年3月、登録アカウント数が50万アカウントを突破。[7]
- WARHAWKの続編としてSTARHAWKが製作中である。2012年5月発売。